# 联合国安全理事会第11号决议
《联合国安理会11号决议》是1946年11月15日在联合国安全理事会第80次会议上通过的。这个决议未付诸表决即通过。决议允许瑞士成为国际法院当事国，但须向联合国秘书长提交加入书。

## 相关决议
- 联合国安理会9号决议